# 15 януари
15 януари е 15-ият ден в годината според григорианския календар. Остават 350 дни до края на годината (351 през високосна година).

## Събития
- 1582 г. – Русия предава Ливония и Естония на Полша, с което губи излаз на Балтийско море.
- 1759 г. – Открит е Британският музей.
- 1892 г. – Джеймс Нейсмит публикува правилата на баскетбола.
- 1908 г. – Основан е италианският АС Бари.
- 1919 г. – Игнаций Падеревски става министър-председател на Полша.
- 1919 г. – Роза Люксембург и Карл Либкнехт, двама от най-известните социалисти в Германия, са заловени и след неколкочасови инквизиции са разстреляни от Фрайкорпс.
- 1943 г. – В експлоатация влиза най-голямата административна сграда в света, Пентагонът.

- 1951 г. – Илзе Кох, съпругата на коменданта на концлагера Бухенвалд, е осъдена на доживотен затвор в съд в Западна Германия.
- 1969 г. – СССР изстрелва космическия кораб Союз 5.
- 1970 г. – Муамар ал-Кадафи е провъзгласен за водач на Либия.
- 1970 г. – Биафра се предава след 32-месечна борба за независимост от Нигерия.
- 1975 г. – Ангола получава своята независимост от Португалия.
- 1983 г. – Започва да функционира АЕЦ Кръшко.
- 1991 г. – Срокът на ООН за изтегляне на иракските войски от Кувейт изтича и така започва подготовката за Операция Пустинна буря.
- 1992 г. – Международната общност признава независимостта на Словения и Хърватия от Социалистическата федеративна република Югославия.
- 1992 г. – България първа в света признава независимостта на Република Македония от Югославия.
- 2001 г. – В интернет стартира Уикипедия – виртуална енциклопедия със свободно Уики съдържание.
- 2006 г. – Йеле Клаасен става световен шампион по дартс.
- 2009 г. – Самолетът при полет 1549 на „Ю Ес Еъруейс“ е успешно приводнен от пилотите Съли Салънбъргър и Джефри Скайлс в река Хъдсън в Ню Йорк, след удар в ято птици.
- 2023 г. – Самолетът при полет 691 на „Йети Еърлайнс“ се разбива близо до международното летище „Покхара“, Непал и убива всички 72 души на борда.

## Родени
- 1432 г. – Афонсу V, крал на Португалия († 1481 г.)
- 1622 г. – Жан-Батист Молиер, френски драматург и актьор († 1673 г.)
- 1724 г. – Пьотър Румянцев, руски граф и генерал († 1796 г.)
- 1791 г. – Франц Грилпарцер, австрийски поет и драматург († 1872 г.)
- 1795 г. – Александър Грибоедов, руски драматург († 1829 г.)
- 1809 г. – Пиер-Жозеф Прудон, френски философ – анархист († 1865 г.)
- 1828 г. – Димитро Папазоглу, български предприемач († 1902 г.)
- 1842 г. – Йозеф Бройер, австрийски психиатър († 1925 г.)
- 1843 г. – Теофилакт Тилев, български духовник и политик († 1922 г.)
- 1850 г. – Михай Еминеску, румънски поет († 1889 г.)
- 1850 г. – София Ковалевска, руска математичка, писателка и публицистка († 1891 г.)
- 1866 г. – Натан Сьодерблум, шведски духовник – икуменист, Нобелов лауреат през 1930 г. († 1931 г.)
- 1868 г. – Евтим Спространов, български просветен и обществен деец († 1931 г.)
- 1871 г. – Йордан Венедиков, български генерал († 1957 г.)
- 1875 г. – Войдан Чернодрински, български театрален деец и писател († 1951 г.)
- 1883 г. – Власи Власковски, български политик († 1959 г.)
- 1884 г. – Георги Манев, български физик († 1965 г.)
- 1891 г. – Осип Манделщам, руски поет и преводач († 1938 г.)
- 1892 г. – Уилям Бюдайн, американски режисьор († 1970 г.)
- 1895 г. – Гео Милев, български поет († 1925 г.)
- 1897 г. – Георги Дреников, командващ Въздушни войски († 1980 г.)
- 1902 г. – Сауд бин Абдул Азис, крал на Саудитска Арабия († 1969 г.)
- 1902 г. – Назъм Хикмет, турски поет († 1963 г.)
- 1906 г. – Аристотел Онасис, гръцки корабен магнат († 1975 г.)
- 1913 г. – Лойд Бриджис, американски актьор († 1998 г.)
- 1917 г. – Василий Петров, съветски маршал († 2014 г.)
- 1918 г. – Гамал Абдел Насър, президент на Египет († 1970 г.)
- 1922 г. – Франц Фюман, немски писател († 1984 г.)
- 1923 г. – Янко Керемидчиев, български историк († 2004 г.)
- 1929 г. – Мартин Лутър Кинг, афроамерикански борец за граждански права, Нобелов лауреат през 1964 († 1968 г.)
- 1931 г. – Алън Скофийлд, южноафрикански писател и журналист († 2017 г.)
- 1933 г. – Йордан Милев, български писател и поет († 2019 г.)
- 1935 г. – Робърт Силвърбърг, американски писател
- 1936 г. – Делчо Лулчев, български инженер († 1986 г.)
- 1956 г. – Иван Кутузов, български художник-карикатурист († 2020 г.)
- 1958 г. – Борис Тадич, президент на Сърбия
- 1959 г. – Пийт Треуавас, британски рокмузикант
- 1966 г. – Владислав Кацарски, български журналист
- 1968 г. – Иняки Урдангарин, испанска кралска особа
- 1970 г. – Даниел Боримиров, български футболист
- 1970 г. – Росица Ангелова, българска поетеса
- 1975 г. – Мери Пиърс, френска тенисистка
- 1976 г. – Татяна Петкова, незряща състезателка по маратонско бягане
- 1976 г. – Флорентин Петре, румънски футболист
- 1979 г. – Мартин Петров, български футболист
- 1981 г. – Бианка Гуачеро, италианска актриса

## Починали
- 69 г. – Галба, римски император (* 3 г.)
- 936 г. – Раул, крал на Франция (* ок. 890 г.)
- 1595 г. – Мурад III, султан на Османската империя (* 1546 г.)
- 1615 г. – Вирджиния Медичи, член на клана Медичи (* 1568 г.)
- 1901 г. – Йосиф Гурко, руски генерал (* 1828 г.)
- 1912 г. – Йозеф Мария фон Радовиц, германски дипломат (* 1839 г.)
- 1919 г. – Карл Либкнехт, германски политик, марксист (* 1871 г.)
- 1919 г. – Роза Люксембург, германски политик (* 1870 г.)
- 1926 г. – Луи Мажорел, френски декоратор и мебелист (* 1859 г.)
- 1934 г. – Херман Бар, австрийски писател (* 1863 г.)
- 1945 г. – Теодор Траянов, български поет (* 1882 г.)
- 1948 г. – Ралф Нелсън Елиът, американски икономист (* 1871 г.)
- 1983 г. – Майър Лански, американски мафиот (* 1902 г.)
- 1988 г. – Шон Макбрайд, ирландски политик, Нобелов лауреат през 1974 (* 1904 г.)
- 1998 г. – Владимир Свинтила, български писател (* 1926 г.)
- 2000 г. – Желко Ражнатович, сръбски военен командир (* 1952 г.)
- 2006 г. – Джабер III ал-Ахмед ал-Джабер ал-Сабах, емир на Кувейт (* 1926 г.)
- 2007 г. – Барзан Ибрахим Тикрити, иракски политик (* 1951 г.)
- 2007 г. – Джеймс Хилиър, канадски физик (* 1915 г.)
- 2009 г. – Саид Сиям, палестински политик (* 1959 г.)
- 2023 г. – Вахтанг Кикабидзе, грузински певец, автор на песни, актьор, режисьор и сценарист (* 1938 г.)[1]

## Празници
- Рожден ден на виртуалната енциклопедия Уикипедия (2001 г.)
- Ден на изкуствения език Интерлингва (1951 г.)
- САЩ – Ден в памет на Мартин Лутър Кинг
- Северна Корея – Ден на корейската азбука